# Camponotus triodiae
Camponotus triodiae là một loài kiến được tìm thấy ở Úc, ban đầu là ở phía bắc của miền Nam Úc.